# Saint-André-de-Chalencon
Saint-André-de-Chalencon är en kommun i departementet Haute-Loire i regionen Auvergne-Rhône-Alpes i centrala Frankrike. Kommunen ligger i kantonen Retournac som tillhör arrondissementet Yssingeaux. År 2022 hade Saint-André-de-Chalencon 381 invånare.

## Befolkningsutveckling
Antalet invånare i kommunen Saint-André-de-Chalencon
| Referens: INSEE |